# Țviklivți Perși, Camenița
Țviklivți Perși (în ucraineană Цвіклівці Перші) este un sat în comuna Ruda din raionul Camenița, regiunea Hmelnîțkîi, Ucraina.

## Demografie
Componența lingvistică a localității Țviklivți Perși
     Ucraineană (99,39%)
     Alte limbi (0,61%)
Conform recensământului din 2001, majoritatea populației localității Țviklivți Perși era vorbitoare de ucraineană (99,39%), existând în minoritate și vorbitori de alte limbi.